# Рио Гранде до Сул
Рио Гранде до Сул (порт. Rio Grande do Sul) је најјужнија држава Бразила. Пета је најнасељенија држава у Бразилу, а по површини је девета. У правцу казаљке на сату, Рио Гранде до Сул се граничи са Санта Катарином на северу и североистоку, излази на Атлантски океан на истоку, граничи се са уругвајским департманима Роча, Трејнта и Трес, Серо Ларго, Ривера и Артигас на југу и југозападу, и са аргентинским провинцијама Коријентес и Мисионес на западу и северозападу. Главни и највећи град је Порто Алегре. У овој држави је очекивани животни век најдужи у целом Бразилу, а стопа криминала се сматра ниском.
Упркос високом животном стандарду, ниво незапослености је и даље висок и по подацима за пописа, ово је једна од бразилских држава у којој је странцима најтеже да нађу посао.
Попут околних територија, Рио Гранде до Сул има гаучо културу. Првобитно су је насељавали Гварани. Први Европљани који су стигли овде су били језуити, а након њих су стигли насељеници са Азора. У 19. веку, овде су се збивали сукоби током револуције Фарупиља и Парагвајског рата. Велики таласи немачке и италијанске имиграције су утицали на демографију државе.